# Ярцево
Ярцево (на руски: Ярцево) е град в Русия, център на Ярцевски район, Смоленска област. Населението на града към 1 януари 2018 година е 44 097 души. От 2004 г. кмет е Владимир Галкин, безпартиен.

## История
За първи път се споменава през 1779 г., но истински живот на града дава търговецът Алексей Хлудов, който през 1873 г. основава тук текстилна фабрика. Тя била оборудвана с най-новите за времето си технологии, внесени от Англия и монтирани от дошлите специално оттам английски специалисти. Хлудов е първият руски търговец, който отваря кантора в Британия в Ливърпул. В Ярцево е организирана и една от най-големите стачки в Русия (Хлудовски стачки). През 1926 г. Ярцево придобива статута на град.
През 1970-те години в града се развива бурна строителна дейност. От цялата страна тук се стичат специалисти, за да построят най-големия в Европа завод за дизелови двигатели. Въпреки че пълната си мощност и експлоатация заводът никога не постига, в наследство на града се оставя огромна промишлена зона, която днес използват множество предприятия. По това време е построен и квартал Пионерски с високи 16-етажни блокове за над 30 хил. жители. В днешно време голяма част от жителите на града работят в московски предприятия и пътуват ежедневно дотам.

## География
Градът е разположен по левия бряг на река Воп (приток на Днепър), по шосето Москва – Минск.

## Нселение
| Година | Население |
| ------ | --------- |
| 1779   | 136       |
| 1897   | 18 300    |
| 1926   | 18 300    |
| 1939   | 36 700    |
| 1943   | 4000      |
| 1959   | 25 600    |
| 1967   | 34 000    |
| 1970   | 36 700    |
| 1979   | 40 700    |
| 1989   | 53 200    |
| 1992   | 54 600    |
| 2002   | 55 400    |
| 2010   | 47 853    |
| 2018   | 44 097    |

## Побратимени градове
- Щендал, Германия (от 1990 г.)